# Selskabet for Tidebøn og Gregoriansk Sang
Selskabet for Tidebøn og Gregoriansk sang hed indtil 2011 Selskabet Dansk Tidegærd. Det blev stiftet i 1965 af bl.a. præsterne Dag Monrad Møller, Knud Andersen og Harald Vilstrup, samt organisterne Finn Viderø og Ethan Rosenkilde Larsen. Man samledes til årlige sommermøder bl.a. i Løgumkloster (1965-1991 og 1997) og fra 2004 efterårsmøder andre steder, bl.a. Ringsted (2004-2010), nu i Bethlehemskirken i København. Om foråret holdes endvidere en Tidebønsdag. Selskabet arbejder primært inden for Folkekirken.
I 1971 udgav Dag Monrad Møller, Harald Vilstrup, Finn Viderø og Ethan Rosenkilde Larsen Dansk Tidebog (2. udgave) og Det danske Antifonale I, som fulgtes i 1977 af Antifonale II (Kirkeåret) ved samme udgivere. I 1981 udkom salmebogstillægget 129 salmer med dagens tidebønner - foruden et kassettebånd med disse. I 1997 udgav Selskabet Den Lille Tidebog med Dagens Tidebønner med tilhørende CD.
I 2010 kom Bibelsk Fællesbøn, i 2012 en revideret udgave af Completorium (Nattebøn), i 2013 Søndagens Tidebønner og i 2014 Kirkeårets Festvespere.
Det danske arbejde er baseret på det tilsvarende svenske (Laurentius Petri Sällskapet). De seneste udgivelser har dog også materiale fra andre traditioner, bl.a. den ortodokse. I 2015 kom en samling med Bibelske Lovsange (Cantica) foruden Halleluja og Sekvenser til højtidsdage. De bibelske lovsange har både gregoriansk sang og nykomponerede menlodier
I 2016-17 udgav Selskabet Dansk Tidebog, 3. udgave, i tre bind. Det er en revideret udgave af 2. udgave, men med nogle nyheder.  Dels var alle  bøjninger til Tonus In Directum, som ikke har været brugt tidligere herhjemme, men som gør det lettere at synge Psalmer mv. uden forberedelse. De klassiske toner kræver forberedelse. Endvidere ortodoks indledning til Morgen- og Aftensang (Laudes/Vesper) foruden Lystændingsbøn (Lucernarium) til Vesper lørdag/søndag og festdage, her efter engelsk, franciskansk forbillede. Endelig er der også det ortodokse litani efter Kiev-tradition foruden et svensk Litani med dansk tekst.
Senest udsendte selskabet i 2020 en udvidet udgave af Nattebøn (Completorium) med materiale til hver dag i ugen og kirkeåret.
Selskabets formand er pt. organist Kim Thinggaard, Betlehemskirken, næstformand pastor Mette Ladefoged, Psykiatrisk Center og Hvidovre kirke, koordinator jurist Kirsten Kjærgaard.

## Eksterne kilder
- Selskabet for Tidebøn og Gregoriansk Sangs hjemmeside
- Laurentius Petri Sällskapets hjemmeside Arkiveret 12. oktober 2014 hos  Wayback Machine